# Martin von Neügebauer
Martin von Neügebauer, född 25 oktober 1670 i Danzig, Polsk-Litauiska samväldet, 
död 1758 i Stralsund, Svenska Pommern, var en tysk-svensk friherre och diplomat.
Martin von Neügebauer var son till handelsmannen Martin Neügebauer. Efter några studieår vid Leipzigs universitet kom han genom förmedling av sachsiska politiker i Peter den stores tjänst, var 1701–1702 tsarprinsen Aleksejs lärare men föll snart i tsarens onåd. Han började umgås med fångna svenska officerare, och då några av dessa 1704 flydde till svenska fältlägret i Polen medförde de en av Neügebauer författad smädeskrift mot tsarregimen, avsedd att försvåra ryssarnas värvning av utländska officerare. Skriften befordrades redan samma år av svenska fältkansliet till trycket och spriddes i hela Europa. 1705 lyckades Neügebauer själv ta sig över till det svenska högkvarteret, där han blev väl mottagen och i fortsättningen anlitades som expert på ryska förhållanden. Som sådan försökte han i två memorial 1706 övertyga Karl XII om lättheten att besegra tsar Peter genom en stöt mot Rysslands hjärta. Efter slaget vid Poltava 1709 sändes han till Konstantinopel för att anmäla kungens ankomst till Turkiet och utnämndes för att kunna få audiens hos sultanen till envoyé extraordinarie, och upphöjdes till adelsman. Han lyckades vid ottomanska hovet utverka bestraffning av storvisiren Ali Pascha för dess svekfullhet mot Sverige. Von Neügebauer utnämndes 1711 till regeringsråd i Bremen och 1728 till kansler i Pommern. År 1732 erhöll han friherrlig värdighet.